# جام حذفی فوتبال مولداوی
 جام حذفی فوتبال مولداوی  
(به مولداویایی: Cupa Moldovei) مسابقاتی است که به صورت حذفی در کشورمولداوی از سال ۱۹۹۲ تاکنون برگزار می‌شود. این جام از ۳۰ تیم که از سراسر کشور مولداوی در آن شرکت می‌کنند برگزار می‌شود.
باشگاه فوتبال شریف تیراسپول با ۷ قهرمانی پرافتخارترین تیم این سری مسابقات به حساب می‌آید.